# هلن (جورجیا)
هلن، جورجیا (به انگلیسی: Helen, Georgia) یک شهر در ایالات متحده آمریکا با جمعیت ۵۱۰ نفر است که در جورجیا واقع شده‌است.

## موقعیت جغرافیایی
موقعیت جغرافیایی شهرها و مناطق اطراف به شرح زیر است:

## نگارخانه

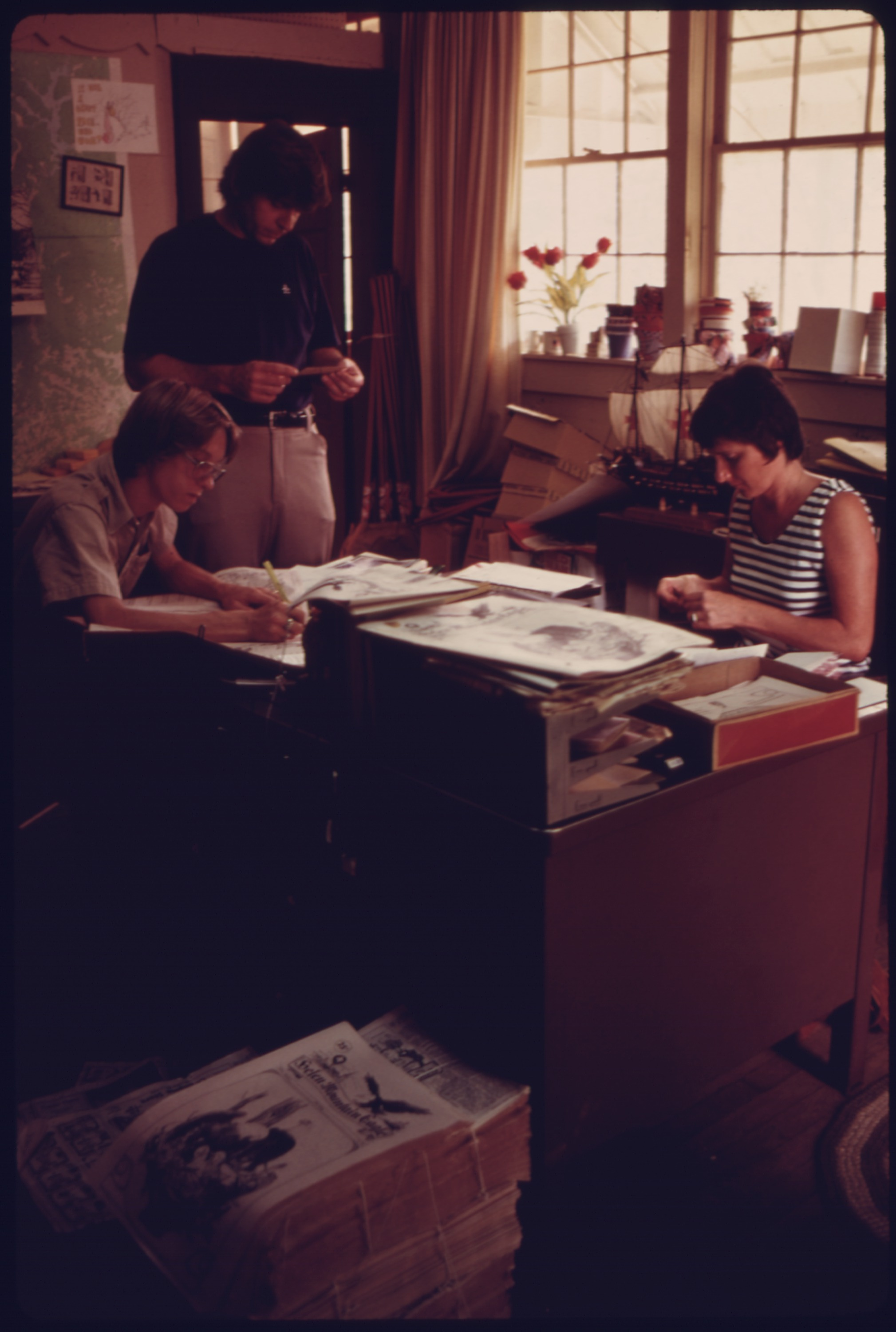
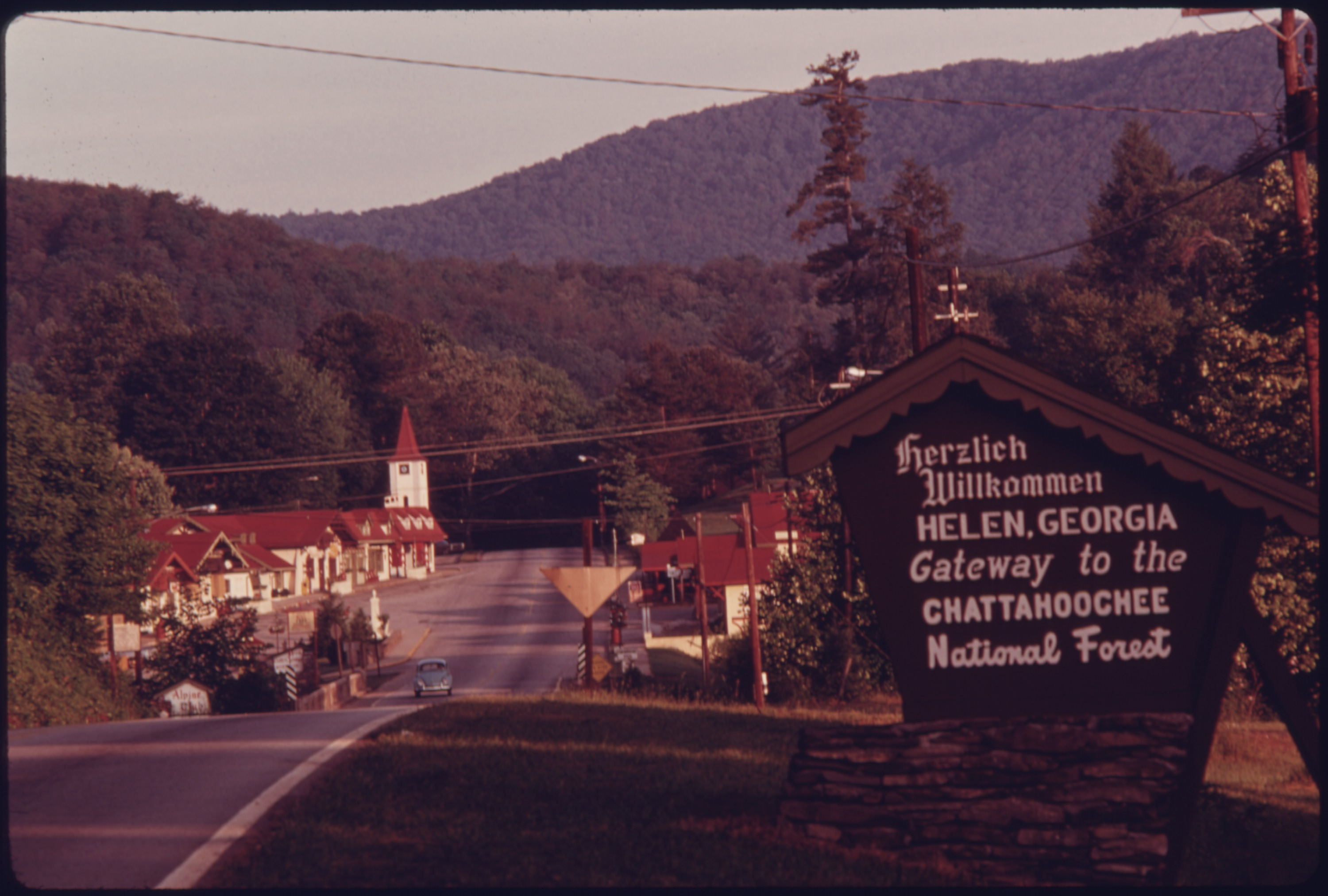
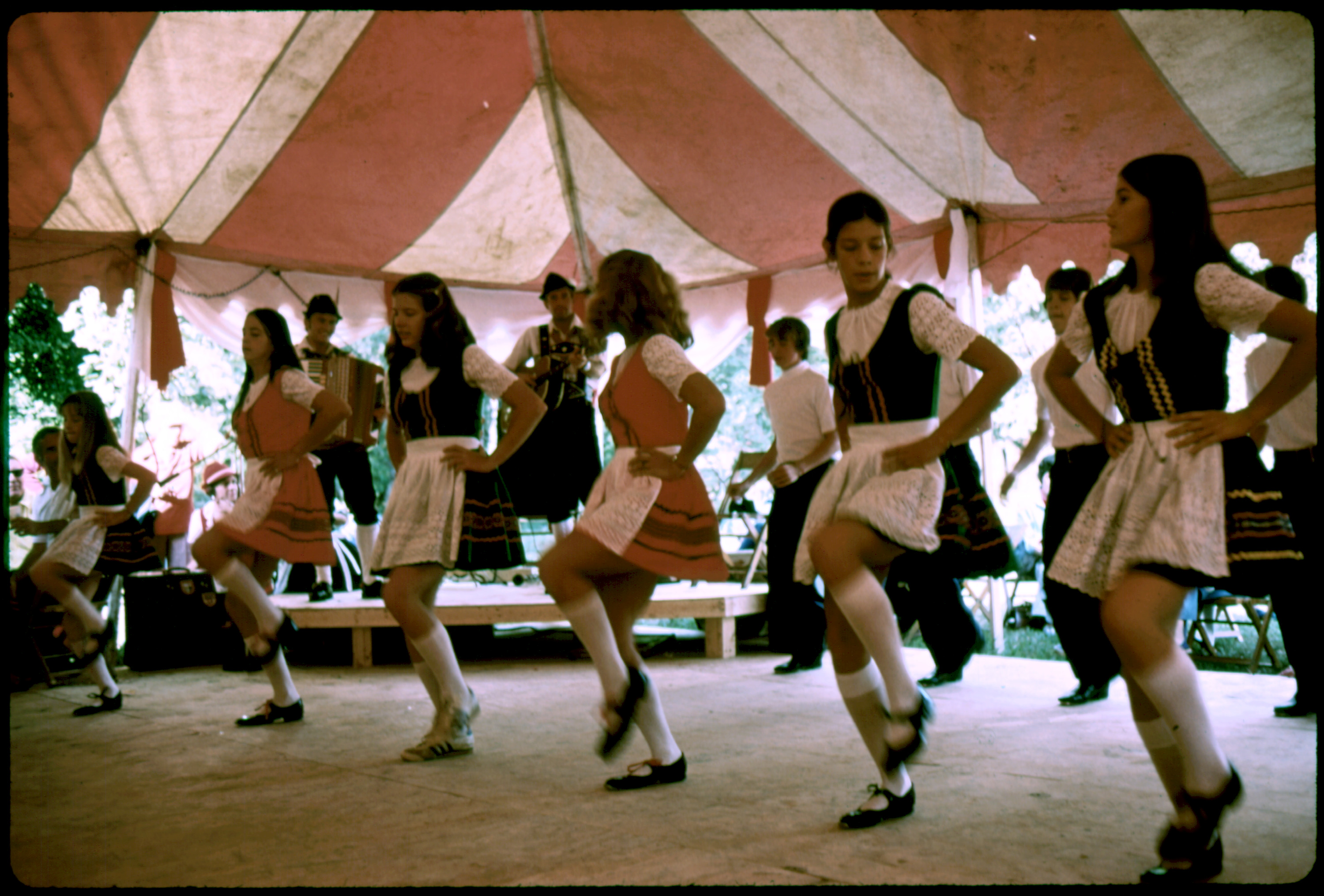
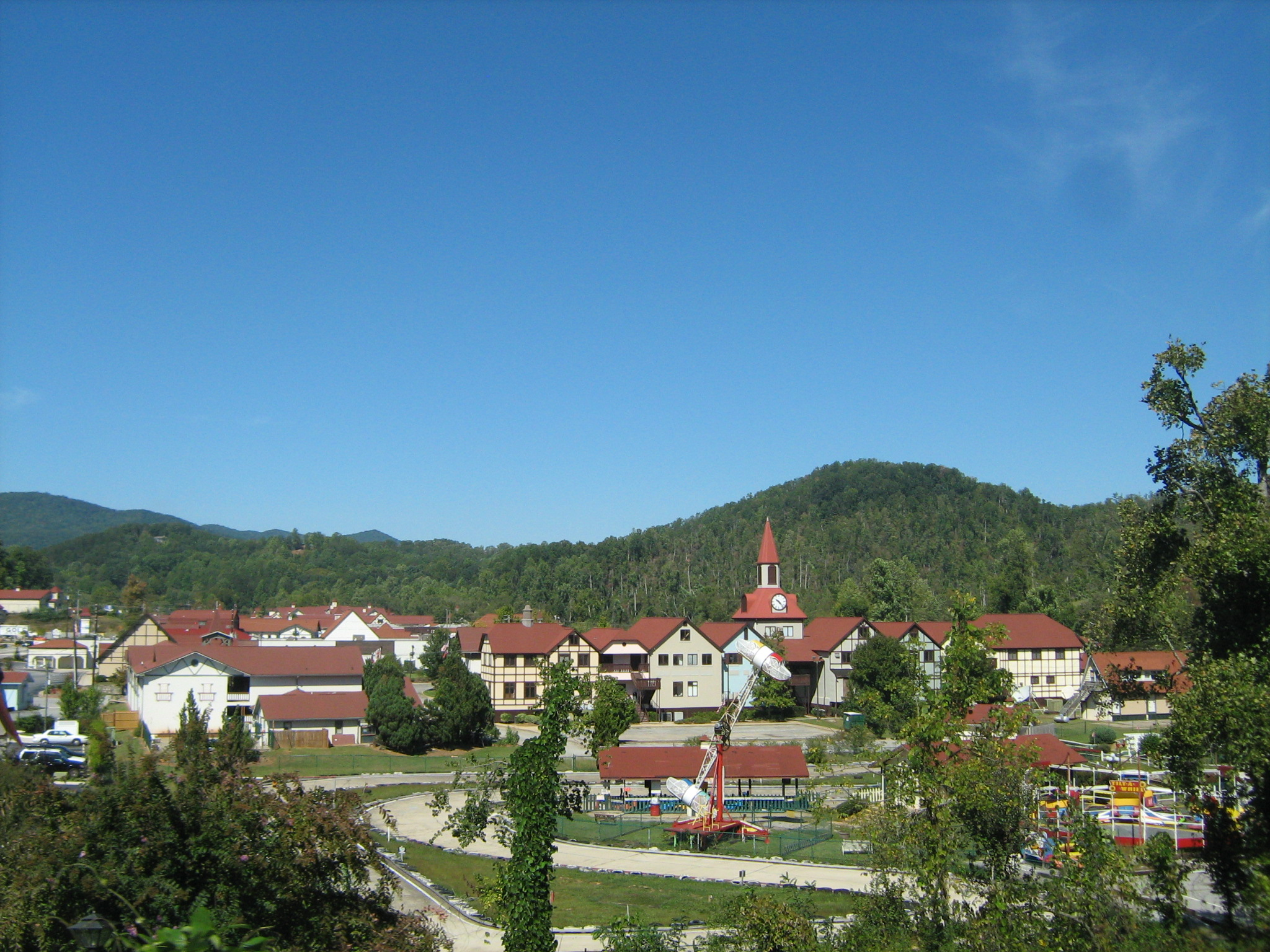
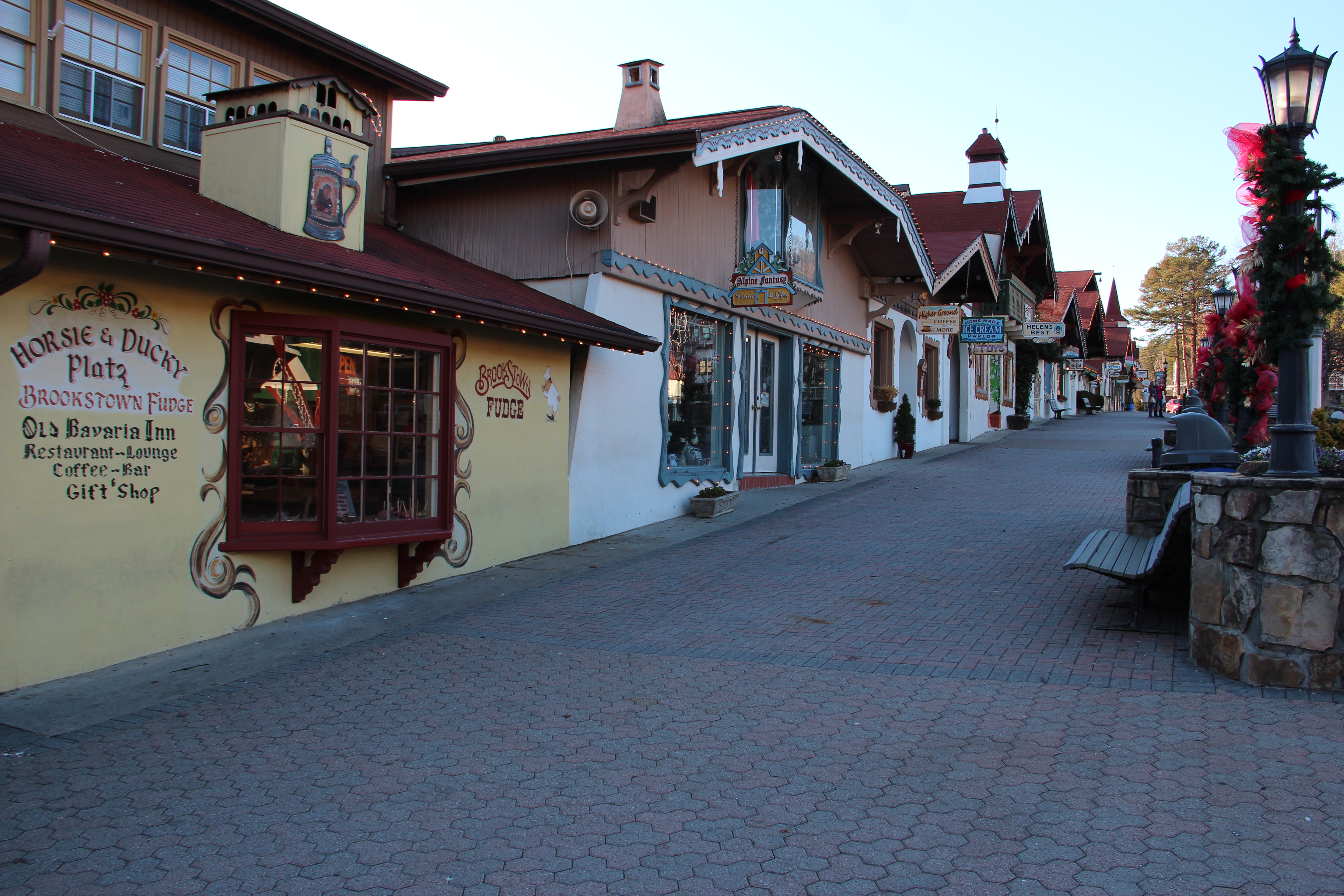
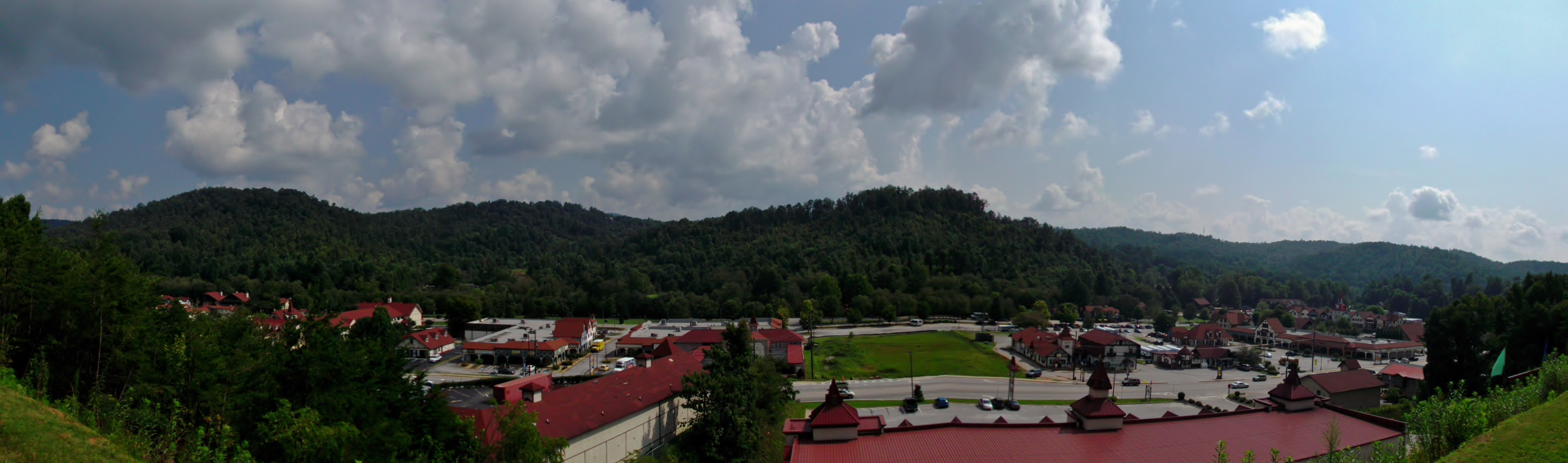